# Пила (серія фільмів)

«Пила»

«Пила» (англ. «Saw») — серія трилерів з елементами хоррору, пов'язана однією сюжетною лінією. Детективна історія, знята за ідеєю Лі Уоннелла і Джеймса Вана, є однією з найпопулярніших кінофраншиз початку XXI століття.

## Фільми
- Пила: Гра на виживання — перший фільм. Прем'єра відбулась в 2004 році.
- Пила 2 — Прем'єра відбулась в 2005 році.
- Пила 3 — Прем'єра відбулась в 2006 році.
- Пила 4 — Прем'єра відбулась в 2007 році.
- Пила 5 — Прем'єра відбулась в 2008 році.
- Пила 6 — Прем'єра відбулась в 2009 році.
- Пила 3D — Прем'єра відбулась в 2010 році.
- Пила 8 — Прем'єра відбулась в 2017 році.
- Пила: спіраль — Прем'єра відбулась в 2021 році.
- Пила 10 — Прем'єра відбулася в 2023 році.

## Сюжет

### Основна лінія
Сюжет франшизи зав'язаний навколо постаті Джона Крамера — хворого на рак мозку інженера, котрий останні роки свого життя вирішив присвятити глобальному експерименту: Крамер викрадає людей і за допомогою досить хитрих інженерних пристроїв ставить їх в ситуації, коли піддослідний мусить обрати між цілісністю свого тіла та, власне, життям. Філософія тонкого психолога Джона, що в поліцейських колах отримав прізвисько «Джігсоу» (власне, «Пила»), описується словами: «Жити гідний тільки той, хто вміє цінувати життя». Жертви Джігсоу, як правило, не випадкові — наркомани, невдалі самогубці, сутенери, саме їм доводиться проходити через жахливі нелюдські іспити, аби зрозуміти цінність життя. Тим часом, поліцейські відділки втрачають одного за одним своїх детективів у спробах напасти на слід маніяка…

### Пила: Гра на виживання
Фотограф Адам Стенхайт і лікар-онколог Лоуренс Гордон прокидаються в закритому туалетному приміщенні, прикуті до труб товстими кайданами. Посеред туалету лежить залитий кров'ю труп чоловіка — колишнього пацієнта доктора Гордона, що застрелився, не витримавши смертельного вироку від лікаря. Аудіозаписи, залишені двом полоненим невідомим маніяком, розкривають причину їхнього перебування в цьому жахливому місці: фотограф за родом занять, мов шпигун, слідкував за людьми, а лікар вимушений повідомляти людям про їхню неминучу смерть. Поряд з полоненими знаходяться дві пили, котрими неможливо перерізати кайдани, проте можна відрізати собі ноги, й таким чином врятуватись. Загадковий й безликий господар цієї камери дає двом в'язням кілька годин, щоб вивільнитись, або померти…

### Пила 2
Заради кар'єрного росту інспектор Ерік Метьюз не зупиняється ні перед чим. Підкидання речових доказів, брехня, навіть вбивство — це його методи боротьби зі злочинністю і здобування нових винагород. Тим не менш, інспектор виявився неготовим до повороту долі, коли його власний син, дрібний крадій, опиняється закритим в покинутому будинку разом з сімома жертвами підроблених доказів Метьюза. В них є лише півтори години, щоб знайти антидот, або померти від отруйного газу, що шириться будинком. Сидячи перед «продюсером» цього випробування — маніяком Джоном Крамером, Метьюз через камеру спостереження дивиться за кривавим безумством, що охопило вмираючу компанію. Піддавшись нападу паніки, і не дослухавшись порад Джігсоу (Крамера), інспектор вчиняє найбільшу помилку в своєму житті…

### Пила 3
Складна багатоходова гра, котру замислив Джон Крамер, вже перебуваючи на смертному одрі, включила в себе мученицьку загибель детектива Елісон Керрі, що розслідувала справу Пили від самого її початку, важку серію тестів для чоловіка, одержимого помстою за смерть сина, і випробування волі для Аманди, вірної учениці Крамера. Непередбачуваний фінал картини являє собою майже шахову комбінацію, котра демонструє героєві, скільки руйнувань може нести в собі сліпе бажання помсти.

### Пила 4
Події четвертої частини франшизи розгортаються паралельно із сюжетом третьої серії, лише у фінальній сцені звівши воєдино дві історії. Після смерті Елісон Керрі за розслідування справи береться ФБР в особі досвідченого агента Пітера Страма. У той же час, Джон «Пила» Крамер задіює у своїй грі лейтенанта спецназу Рігга — співслужбовця загиблої Керрі та зниклого безвісти Метьюза, шантажем змушуючи офіцера вершити суд над покидьками суспільства тими ж жорстокими методами, котрими діє сам Крамер. Лише у світлі розслідування Страма і гри Рігга відкриваються дві загадки: що змусило колись успішного інженера Джона Крамера перетворитись на «Пилу», і що сталося з головним героєм другої частини Еріком Метьюзом.

### Пила 5
Навіть після смерті Джона Крамера агент Страм, що ледь вижив в одній з пасток Пили, не вірить у те, що справам маніяка покладено край. Почавши власне розслідування, Страм виходить на слід детектива Хоффмана, «поліцейського-перевертня», котрий свого часу приєднався до Крамера, ставши його подільником в усіх кривавих експериментах. Протягом серії нових витків досягає протистояння Хоффмана і Страма, яке повинне завершитися неминучою смертю одного з героїв.

### Пила 6
Свого часу Вільям Істон, віце-президент великої страхової компанії, розробив формулу, згідно з котрою клієнти компанії залишались без медичної страховки, в разі, якщо є хоч мала ймовірність їхньої близької смерті. Таким чином десятки людей були кинуті Істоном напризволяще. Одного дня Вільям з жахом зрозумів, що навіть «з того світу» його може дістати помста його жертв, коли Марк Хоффман, продовжуючи справу «Пили», помістив страховика в моторошний лабіринт, де Істон отримав змогу переглянути свої життєві цінності, за рахунок життя своїх оточуючих. Проте й сам Хоффман, котрий вже давно порушив всі правила гри Джігсоу, не очікував, що і йому доведеться тримати відповідь перед загиблим Джоном Крамером.

### Пила 3D
Історія наближується до свого завершення. Боббі Дагген — одна з не багатьох жертв Джігсоу, котрій вдалося пройти випробування і вирватися з тенет маніяка. Дагген використовує цей факт на повну — він пише книгу з самодопомоги, збирає на семінари братів по нещастю, що як і він стали об'єктами нелюдських випробувань. Одначе Боббі не розраховував, що його секрет зіграє з ним такий страшний жарт: історія Даггена виявляється лише брехнею заради наживи, і вже сам авантюрист потрапляє до пастки, в котрій платня за провалений іспит — життя його дружини… На тлі гри Боббі і боротьби Хоффмана, своє обличчя показує останній учень Джона Крамера — той, хто виконає фінальну волю давно загиблого конструктора смерті.

## Касові збори
| Фільм   | Касові збори, в тому числі: | Касові збори, в тому числі: | Касові збори, в тому числі: | Бюджет      | Джерело |
| Фільм   | США                         | Інші країни                 | Всього                      | Бюджет      | Джерело |
| Пила    | $55,185,045                 | $47,911,300                 | $103,096,345                | $1,200,000  | [ 1 ]   |
| Пила 2  | $87,039,965                 | $60,700,000                 | $147,739,965                | $4,000,000  | [ 2 ]   |
| Пила 3  | $80,238,724                 | $84,635,551                 | $164,874,275                | $10,000,000 | [ 3 ]   |
| Пила 4  | $63,300,095                 | $76,052,538                 | $139,352,633                | $10,000,000 | [ 4 ]   |
| Пила 5  | $56,746,769                 | $57,117,290                 | $113,857,533                | $10,800,000 | [ 5 ]   |
| Пила 6  | $27,693,292                 | $40,540,337                 | $68,233,629                 | $11,000,000 | [ 6 ]   |
| Пила 3D | $45,710,178                 | $87,600,000                 | $133,310,178                | $20,000,000 | [ 7 ]   |
| Пила 8  | $38,052,832                 | $64,900,056                 | $102,952,888                | $10,000,000 | [ 8 ]   |
| Пила X  | $53,607,898                 | $52,188,129                 | $105,796,027                | $13,000,000 | [ 9 ]   |
| Всього  | $469,521,966                | $503,317,934                | $1,079,213,473              | $80,000,000 |         |

## Особливості
- Через надмірну кількість кривавих сцен усі фільми серії не рекомендовані для самостійного перегляду особам до 18 років
- Кожна з серій франшизи має мінімум дві сюжетні лінії, одна з яких, як правило, пов'язана з тим чи іншим представником закону (капітаном спецназу, корумпованим поліцейським, агентом ФБР тощо) і його вибором — яким чином людина може досягти справедливості і правосуддя. Інша сюжетна лінія, переважно, перетворюється на кривавий фон, у котрому розкривається характер нового (чи старого) героя.
- За всі серії хоррору головний антогоніст фільму Джон Крамер власноруч не вбив жодного персонажу.
- 2010 року «Пила» ввійшла в книгу рекордів Гіннеса, як найуспішніший серіал жахів в історії кіно.